# Ixora batesii
Ixora batesii är en måreväxtart som beskrevs av Herbert Fuller Wernham. Ixora batesii ingår i släktet Ixora och familjen måreväxter. Inga underarter finns listade i Catalogue of Life.